# Championnats du monde juniors de patinage artistique 2001
Navigation
Édition précédente Édition suivante
Les Championnats du monde juniors de patinage artistique 2001 ont lieu du 26 février au 2 mars 2001 au Winter Sports Hall de Sofia en Bulgarie.

## Qualifications
Les patineurs sont éligibles à l'épreuve s'ils représentent une nation membre de l'Union internationale de patinage (International Skating Union en anglais) et s'ils ont atteint l'âge de 13 ans et pas encore 19 ans avant le 1er juillet 2000, sauf pour les messieurs qui participent au patinage en couple et à la danse sur glace où l'âge maximum est de 21 ans. Les fédérations nationales sélectionnent leurs patineurs en fonction de leurs propres critères.
Sur la base des résultats des championnats du monde juniors 2000, l'Union internationale de patinage autorise chaque pays à avoir de une à trois inscriptions par discipline.
| Nombre d'inscriptions                                             | Messieurs                                                 | Dames                                          | Couples                                   | Danse sur glace          |
| ----------------------------------------------------------------- | --------------------------------------------------------- | ---------------------------------------------- | ----------------------------------------- | ------------------------ |
| 3                                                                 | États-Unis                                                | États-Unis                                     | Russie Ukraine                            | Italie Russie États-Unis |
| 2                                                                 | Allemagne Canada Chine France Japon Russie Suisse Ukraine | Allemagne Finlande Hongrie Japon Russie Suisse | Allemagne Canada Chine Estonie États-Unis | Canada France Ukraine    |
| Si non répertorié ci-dessus, une seule inscription est autorisée. |                                                           |                                                |                                           |                          |

Pour la neuvième année, l'Union internationale de patinage impose une ronde des qualifications pour les catégories individuelles masculine et féminine. Les qualifications sont divisées en deux groupes A et B. Pour ces mondiaux juniors 2001, le top 15 de chaque groupe accède au programme court, puis le top 24 accède au programme libre. Les scores des qualifications comptent pour le score final.

## Podiums
| Épreuves                            | Or                                   | Argent                               | Bronze                              |
| ----------------------------------- | ------------------------------------ | ------------------------------------ | ----------------------------------- |
| Messieurs résultats détaillés       | Johnny Weir                          | Evan Lysacek                         | Vincent Restencourt                 |
| Dames résultats détaillés           | Kristina Oblasova                    | Ann Patrice McDonough                | Susanna Pöykiö                      |
| Couples résultats détaillés         | Zhang Dan / Zhang Hao                | Yuko Kavaguti / Alexander Markuntsov | Kristen Roth / Michael McPherson    |
| Danse sur glace résultats détaillés | Natalia Romaniuta / Daniil Barantsev | Tanith Belbin / Benjamin Agosto      | Elena Khaliavina / Maksim Chabaline |

## Tableau des médailles
| Rang  | Nation     | Or | Argent | Bronze | Total |
| ----- | ---------- | -- | ------ | ------ | ----- |
| 1     | Russie     | 2  | 0      | 1      | 3     |
| 2     | États-Unis | 1  | 3      | 1      | 5     |
| 3     | Chine      | 1  | 0      | 0      | 1     |
| 4     | Japon      | 0  | 1      | 0      | 1     |
| 5     | Finlande   | 0  | 0      | 1      | 1     |
| 5     | France     | 0  | 0      | 1      | 1     |
| Total | Total      | 4  | 4      | 4      | 12    |

## Détails des compétitions
Pour la saison 2000/2001, les calculs des points se font selon la méthode suivante :
- chez les Messieurs et les Dames (0.4 point par place pour les qualifications, 0.6 point par place pour le programme court, 1 point par place pour le programme libre)
- chez les Couples artistiques (0.5 point par place pour le programme court, 1 point par place pour le programme libre)
- en danse sur glace (0.4 point par place pour les deux danses imposées, 0.6 point par place pour la danse originale, 1 point par place pour la danse libre)

### Messieurs
| Rang                                        | Nom                  | Nation         | Points | Qualif. B | Qualif. A | Prog. court | Prog. libre |
| ------------------------------------------- | -------------------- | -------------- | ------ | --------- | --------- | ----------- | ----------- |
| 1                                           | Johnny Weir          | États-Unis     | 2.0    |           | 1         | 1           | 1           |
| 2                                           | Evan Lysacek         | États-Unis     | 5.4    |           | 3         | 2           | 3           |
| 3                                           | Vincent Restencourt  | France         | 6.4    |           | 2         | 6           | 2           |
| 4                                           | Ma Xiaodong          | Chine          | 7.8    | 1         |           | 4           | 5           |
| 5                                           | Stéphane Lambiel     | Suisse         | 10.4   |           | 4         | 3           | 7           |
| 6                                           | Alan Street          | Royaume-Uni    | 11.0   | 2         |           | 7           | 6           |
| 7                                           | Jeffrey Buttle       | Canada         | 13.0   |           | 6         | 11          | 4           |
| 8                                           | Karel Zelenka        | Italie         | 14.6   | 3         |           | 9           | 8           |
| 9                                           | Cyril Brun           | France         | 17.0   |           | 8         | 8           | 9           |
| 10                                          | Nicholas Young       | Canada         | 19.8   |           | 5         | 13          | 10          |
| 11                                          | Alexander Shubin     | Russie         | 22.2   |           | 13        | 5           | 14          |
| 12                                          | Sergei Dobrin        | Russie         | 26.0   | 5         |           | 20          | 12          |
| 13                                          | Gregor Urbas         | Slovénie       | 26.2   |           | 9         | 16          | 13          |
| 14                                          | Kazumi Kishimoto     | Japon          | 26.6   | 9         |           | 10          | 17          |
| 15                                          | Benjamin Miller      | États-Unis     | 26.8   | 6         |           | 14          | 16          |
| 16                                          | Kevin Van Der Perren | Belgique       | 27.6   |           | 10        | 21          | 11          |
| 17                                          | Tomáš Verner         | Tchéquie       | 31.8   | 4         |           | 12          | 23          |
| 18                                          | Filip Stiller        | Suède          | 32.6   | 8         |           | 24          | 15          |
| 19                                          | Andrei Dobrokhodov   | Azerbaïdjan    | 33.6   | 7         |           | 18          | 20          |
| 20                                          | Florian Just         | Allemagne      | 34.6   |           | 7         | 23          | 18          |
| 21                                          | Anton Kovalevsky     | Ukraine        | 34.8   |           | 12        | 15          | 21          |
| 22                                          | Andrej Primak        | Allemagne      | 36.0   |           | 11        | 21          | 19          |
| 23                                          | Vladimir Belomoin    | Ouzbékistan    | 38.2   | 10        |           | 17          | 24          |
| 24                                          | An Yang              | Chine          | 41.6   | 13        |           | 19          | 25          |
| 25                                          | Stanimir Todorov     | Bulgarie       | 43.6   | 15        |           | 26          | 22          |
| Patineurs éliminés après le programme court |                      |                |        |           |           |             |             |
| 26                                          | Ari-Pekka Nurmenkari | Finlande       |        | 11        |           | 25          | NC          |
| 27                                          | Konstantin Tupikov   | Ukraine        |        | 14        |           | 27          | NC          |
| 28                                          | Bradley Santer       | Australie      |        | 12        |           | 29          | NC          |
| 29                                          | Christian Horvath    | Autriche       |        |           | 15        | 28          | NC          |
| 30                                          | Aleksei Saks         | Estonie        |        |           | 14        | 30          | NC          |
| Patineurs éliminés après les qualifications |                      |                |        |           |           |             |             |
| 31                                          | Jamal Othman         | Suisse         |        |           | 16        | NC          | NC          |
| 31                                          | Soshi Tanaka         | Japon          |        | 16        |           | NC          | NC          |
| 33                                          | Michael Lubojanski   | Allemagne      |        | 17        |           | NC          | NC          |
| 33                                          | Balint Miklos        | Roumanie       |        |           | 17        | NC          | NC          |
| 35                                          | Vadim Akolzin        | Israël         |        |           | 18        | NC          | NC          |
| 35                                          | Krzysztof Komosa     | Pologne        |        | 18        |           | NC          | NC          |
| 37                                          | Dmitri Kass          | Lettonie       |        |           | 19        | NC          | NC          |
| 37                                          | Ivan Kinčík          | Slovaquie      |        | 19        |           | NC          | NC          |
| 39                                          | Karlo Požgajčić      | Croatie        |        |           | 20        | NC          | NC          |
| 39                                          | Bertalan Zakany      | Hongrie        |        | 20        |           | NC          | NC          |
| 41                                          | Tomas Katukevicius   | Lituanie       |        | 21        |           | NC          | NC          |
| 41                                          | Manuel Segura        | Mexique        |        |           | 21        | NC          | NC          |
| 43                                          | Miguel Ballesteros   | Espagne        |        |           | 22        | NC          | NC          |
| 43                                          | Alper Uçar           | Turquie        |        | 22        |           | NC          | NC          |
| 45                                          | Miloš Milanović      | RF Yougoslavie |        | 23        |           | NC          | NC          |

### Dames
| Rang                                          | Nom                    | Nation         | Points | Qualif. B | Qualif. A | Prog. court | Prog. libre |
| --------------------------------------------- | ---------------------- | -------------- | ------ | --------- | --------- | ----------- | ----------- |
| 1                                             | Kristina Oblasova      | Russie         | 2.0    |           | 1         | 1           | 1           |
| 2                                             | Ann Patrice McDonough  | États-Unis     | 3.6    | 1         |           | 2           | 2           |
| 3                                             | Susanna Pöykiö         | Finlande       | 8.6    |           | 2         | 8           | 3           |
| 4                                             | Yukari Nakano          | Japon          | 9.0    | 5         |           | 5           | 4           |
| 5                                             | Tamara Dorofejev       | Hongrie        | 9.8    |           | 5         | 3           | 6           |
| 6                                             | Katharina Häcker       | Allemagne      | 10.6   |           | 3         | 4           | 7           |
| 7                                             | Akiko Suzuki           | Japon          | 10.8   | 4         |           | 7           | 5           |
| 8                                             | Joannie Rochette       | Canada         | 15.4   | 7         |           | 6           | 9           |
| 9                                             | Svetlana Chernyshova   | Russie         | 16.0   | 2         |           | 12          | 8           |
| 10                                            | Sara Wheat             | États-Unis     | 20.2   | 3         |           | 10          | 13          |
| 11                                            | Carolina Kostner       | Italie         | 20.4   |           | 9         | 13          | 9           |
| 12                                            | Stephanie Zhang        | Australie      | 21.8   |           | 6         | 14          | 11          |
| 13                                            | Fang Dan               | Chine          | 22.0   |           | 4         | 9           | 15          |
| 14                                            | Christiane Berger      | Allemagne      | 24.2   | 14        |           | 11          | 12          |
| 15                                            | Lucie Krausová         | Tchéquie       | 28.8   |           | 7         | 20          | 14          |
| 16                                            | Svetlana Pilipenko     | Ukraine        | 31.4   | 8         |           | 17          | 18          |
| 17                                            | Lucia Starovičová      | Slovaquie      | 32.6   | 12        |           | 18          | 17          |
| 18                                            | Martine Zuiderwijk     | Pays-Bas       | 34.0   |           | 11        | 16          | 20          |
| 19                                            | Hristina Vassileva     | Bulgarie       | 35.8   |           | 12        | 25          | 16          |
| 20                                            | Taru Karvosenoja       | Finlande       | 36.0   | 9         |           | 19          | 21          |
| 21                                            | Viktória Pavuk         | Hongrie        | 36.8   | 10        |           | 23          | 19          |
| 22                                            | Roxana Luca            | Roumanie       | 37.0   |           | 15        | 15          | 22          |
| 23                                            | Lee Chu-hong           | Corée du Sud   | 39.0   | 6         |           | 21          | 24          |
| 24                                            | Kimena Brog-Meier      | Suisse         | 39.4   |           | 8         | 22          | 23          |
| Patineuses éliminées après le programme court |                        |                |        |           |           |             |             |
| 25                                            | Anja Bratec            | Slovénie       |        |           | 14        | 24          | NC          |
| 26                                            | Gintarė Vostrecovaitė  | Lituanie       |        |           | 13        | 27          | NC          |
| 27                                            | Sara Falotico          | Belgique       |        | 15        |           | 26          | NC          |
| 28                                            | Quinn Wilmans          | Afrique du Sud |        | 11        |           | 29          | NC          |
| 29                                            | Viviane Käser          | Suisse         |        | 13        |           | 28          | NC          |
| Abandon                                       | Yebin Mok              | États-Unis     |        |           | 10        |             | NC          |
| Patineuses éliminées après les qualifications |                        |                |        |           |           |             |             |
| 31                                            | Rebecca Garcia         | Espagne        |        |           | 16        | NC          | NC          |
| 31                                            | Anna Jurkiewicz        | Pologne        |        | 16        |           | NC          | NC          |
| 33                                            | Diana Chen             | Taipei chinois |        |           | 17        | NC          | NC          |
| 33                                            | Jennifer Holmes        | Royaume-Uni    |        | 17        |           | NC          | NC          |
| 35                                            | Johanna Götesson       | Suède          |        | 18        |           | NC          | NC          |
| 35                                            | Kristina Michailova    | Biélorussie    |        |           | 18        | NC          | NC          |
| 37                                            | Helena Garcia          | Mexique        |        | 19        |           | NC          | NC          |
| 37                                            | Kaori Poon             | Hong Kong      |        |           | 19        | NC          | NC          |
| 39                                            | Giovanna Almeida Leto  | Portugal       |        |           | 20        | NC          | NC          |
| 39                                            | Ines Pavlekovic        | Croatie        |        | 20        |           | NC          | NC          |
| 41                                            | Papatya Dokmeci        | Turquie        |        |           | 21        | NC          | NC          |
| 41                                            | Kathrin Freudelsperger | Autriche       |        | 21        |           | NC          | NC          |
| 43                                            | Ksenia Jastsenjski     | RF Yougoslavie |        | 22        |           | NC          | NC          |

### Couples
| Rang | Nom                                   | Nation         | Points | Prog. court | Prog. libre |
| ---- | ------------------------------------- | -------------- | ------ | ----------- | ----------- |
| 1    | Zhang Dan / Zhang Hao                 | Chine          | 1.5    | 1           | 1           |
| 2    | Yuko Kavaguti / Alexander Markuntsov  | Japon          | 3.0    | 2           | 2           |
| 3    | Kristen Roth / Michael McPherson      | États-Unis     | 4.5    | 3           | 3           |
| 4    | Julia Karbovskaya / Sergei Slavnov    | Russie         | 7.0    | 4           | 5           |
| 5    | Deborah Blinder / Jeremy Allen        | États-Unis     | 7.5    | 7           | 4           |
| 6    | Ding Yang / Ren Zhongfei              | Chine          | 10.5   | 9           | 6           |
| 7    | Svetlana Nikolaeva / Pavel Lebedev    | Russie         | 10.5   | 5           | 8           |
| 8    | Elena Riabchuk / Stanislav Zakharov   | Russie         | 13.0   | 8           | 9           |
| 9    | Claudia Rauschenbach / Robin Szolkowy | Allemagne      | 14.0   | 6           | 11          |
| 10   | Johanna Purdy / Kevin Maguire         | Canada         | 14.5   | 15          | 7           |
| 11   | Carla Montgomery / Jarvis Hetu        | Canada         | 15.5   | 11          | 10          |
| 12   | Tatiana Chuvaeva / Dmitri Palamarchuk | Ukraine        | 17.0   | 10          | 12          |
| 13   | Tatiana Volosozhar / Petro Kharchenko | Ukraine        | 19.0   | 12          | 13          |
| 14   | Aljona Kokhanevich / Denis Petrov     | Ukraine        | 20.5   | 13          | 14          |
| 15   | Diana Riskova / Vladimir Futas        | Slovaquie      | 22.0   | 14          | 15          |
| 16   | Marina Aganina / Artem Knyazev        | Ouzbékistan    | 25.0   | 18          | 16          |
| 17   | Aneta Kowalska / Artur Szeliski       | Pologne        | 25.0   | 16          | 17          |
| 18   | Rebecca Corne / Richard Rowlands      | Royaume-Uni    | 26.5   | 17          | 18          |
| 19   | Ivana Durin / Andrei Maximov          | RF Yougoslavie | 28.5   | 19          | 19          |

### Danse sur glace
| Rang                                               | Nom                                      | Nation             | Points | Danse imposée 1 | Danse imposée 2 | Danse originale | Danse libre |
| -------------------------------------------------- | ---------------------------------------- | ------------------ | ------ | --------------- | --------------- | --------------- | ----------- |
| 1                                                  | Natalia Romaniuta / Daniil Barantsev     | Russie             | 2.0    | 1               | 1               | 1               | 1           |
| 2                                                  | Tanith Belbin / Benjamin Agosto          | États-Unis         | 4.0    | 2               | 2               | 2               | 2           |
| 3                                                  | Elena Khaliavina / Maksim Chabaline      | Russie             | 6.0    | 3               | 3               | 3               | 3           |
| 4                                                  | Alla Beknazarova / Yuriy Kocherzhenko    | Ukraine            | 8.6    | 4               | 4               | 5               | 4           |
| 5                                                  | Miriam Steinel / Vladimir Tsvetkov       | Allemagne          | 9.4    | 5               | 5               | 4               | 5           |
| 6                                                  | Elena Romanovskaya / Alexander Grachev   | Russie             | 12.0   | 6               | 6               | 6               | 6           |
| 7                                                  | Viktoria Polzykina / Alexander Shakalov  | Ukraine            | 14.8   | 8               | 7               | 8               | 7           |
| 8                                                  | Nathalie Péchalat / Fabian Bourzat       | France             | 15.2   | 7               | 8               | 7               | 8           |
| 9                                                  | Nóra Hoffmann / Attila Elek              | Hongrie            | 19.0   | 10              | 10              | 10              | 9           |
| 10                                                 | Lucie Kadlčáková / Hynek Bílek           | Tchéquie           | 20.0   | 9               | 9               | 9               | 11          |
| 11                                                 | Sheri Moir / Danny Moir                  | Canada             | 21.4   | 12              | 12              | 11              | 10          |
| 12                                                 | Agata Rosłońska / Michał Tomaszewski     | Pologne            | 23.6   | 11              | 11              | 12              | 12          |
| 13                                                 | Myriam Trividic / Yann Abback            | France             | 27.0   | 13              | 13              | 13              | 14          |
| 14                                                 | Lydia Manon / Michel Klus                | États-Unis         | 27.4   | 15              | 15              | 14              | 13          |
| 15                                                 | Kendra Goodwin / Chris Obzansky          | États-Unis         | 29.6   | 14              | 14              | 15              | 15          |
| 16                                                 | Tara Doherty / Tyler Myles               | Canada             | 32.6   | 16              | 16              | 17              | 16          |
| 17                                                 | Yang Fang / Gao Chongbo                  | Chine              | 34.4   | 17              | 17              | 16              | 18          |
| 18                                                 | Ilaria Webster / Diego Rinaldi           | Italie             | 35.4   | 19              | 19              | 18              | 17          |
| 19                                                 | Phillipa Towler-Green / Robert Burgerman | Royaume-Uni        | 38.2   | 18              | 18              | 20              | 19          |
| 20                                                 | Jessica Huot / Juha Valkama              | Finlande           | 39.4   | 20              | 20              | 19              | 20          |
| 21                                                 | Lidia Lewandoski / Andrea Vaturi         | Italie             | 42.0   | 21              | 21              | 21              | 21          |
| 22                                                 | Barbara Herzog / David Vincour           | Autriche           | 44.0   | 22              | 22              | 22              | 22          |
| 23                                                 | Marina Timofeyeva / Evgeni Striganov     | Estonie            | 46.0   | 23              | 23              | 23              | 23          |
| 24                                                 | Daniela Keller / Fabian Keller           | Suisse             | 48.0   | 24              | 24              | 24              | 24          |
| Couples de danse éliminés après la danse originale |                                          |                    |        |                 |                 |                 |             |
| 25                                                 | Tatiana Siniaver / Tornike Tukvadze      | Géorgie            |        | 26              | 26              | 25              | NC          |
| 26                                                 | Kamilla Szolnoki / Dejan Illes           | Croatie            |        | 25              | 25              | 26              | NC          |
| 27                                                 | Anna Cappellini / Luca Lombardi          | Italie             |        | 27              | 27              | 27              | NC          |
| 28                                                 | Julia Klochko / Ramil Sarkulov           | Ouzbékistan        |        | 28              | 28              | 28              | NC          |
| 29                                                 | Ana Galitch / Andrei Shishkov            | Bosnie-Herzégovine |        | 29              | 29              | 29              | NC          |